# HouseBroken
HouseBroken est une sitcom animée pour adultes américaine en trente épisodes de 21 minutes créée par Gabrielle Allan, Jennifer Crittenden et Clea DuVall, diffusée entre le 31 mai 2021 et le 6 août 2023 sur le réseau Fox et en simultané sur le réseau CTV 2 au Canada.
En Belgique, la série est diffusée depuis le 19 décembre 2022 sur RTL-TVI. Elle reste inédite dans les autres pays francophones.

## Synopsis
La série suit un chien de thérapie anthropomorphe nommé Honey, qui explore les dysfonctionnements humains et la névrose en appliquant ses connaissances en psychiatrie en dirigeant un groupe d'autres animaux anthropomorphes du quartier lors de séances de thérapie de groupe.

## Distribution
- Lisa Kudrow dans le rôle de Honey, un caniche standard qui ouvre son salon pour que le groupe vienne se soutenir.
- Clea DuVall dans le rôle d'Elsa, une Corgi avide de pouvoir et qui sait tout et un chien d'assistance en formation – du moins le prétend-elle – qui rend Honey folle. Son propriétaire est une jeune femme négligente et inconsciente qui ne met un gilet de service à Elsa que pour qu'elle puisse s'en tirer ou faire des choses considérées comme illégales sans répercussions.
- Nat Faxon en tant que chef, un compagnon bâclé et pas trop brillant de Saint-Bernard et Honey qui aime manger des chaussettes, jouer dans la boue et se lécher.
- Will Forte dans le rôle de Shel, une tortue avec des problèmes d'intimité et un fétichisme des chaussures.
- Tony Hale comme 
  - Diablo, un Terrier métis anxieux portant un pull et souffrant de TOC. Il est devenu le remplaçant de Big Cookie dans le groupe de session.
  - Max, le Berkshire Pig de George Clooney, ancien acteur et narcissique obsédé par le statut actuel. Il porte le nom du vrai cochon de George Clooney, décédé en 2006.
- Tchotchke, un loris lent qui ne parle pas, mais communique via le langage corporel et un parapluie à cocktail, auquel il semble avoir un attachement.
- Sharon Horgan dans le rôle de Tabitha, une reine de beauté des chats persans vieillissante, essayant de s'adapter à la vie en dehors du circuit des expositions félines.
- Jason Mantzoukas dans le rôle de The Grey One, un chat intelligent dans la rue qui vit avec environ quarante ou soixante autres chats et a le béguin pour Tabitha qui ne lui donnerait pas l'heure de la journée. Il lui manque un œil et il est criblé de maladies.
- Sam Richardson dans le rôle de Chico, un chat tigré trapu, co-dépendant et très naïf. Il considère son propriétaire Kevin comme son meilleur ami bien que ses sentiments pour lui soient plus que platoniques.
- Maria Bamford (en) dans les rôles de :
  - Jill, propriétaire de Honey et Chief. Elle travaille comme thérapeute.
  - Darla, la compagne de Shel qui est revenue après avoir disparu pendant 15 ans.
- Greta Lee dans le rôle de Bubbles, un poisson rouge adolescent excité qui vit avec Honey et Chief. Elle chahute les autres animaux.
- Bresha Webb dans le rôle de Nibbles, un hamster psychopathe qui pleure la perte de son compagnon (qu'elle a tué).
- Brian Tyree Henry dans le rôle d'Armando, un coyote sauvage pour qui Honey a le béguin.
- Timothy Simons dans le rôle de Raccoon, un raton laveur sauvage qui aime le plein air et qui veut montrer à tout le monde qu'il a son côté sauvage à l'intérieur.
- Dax Shepard et Kristen Bell dans le rôle de Rutabaga et Juliet, respectivement, un couple de chiens idéal dont Honey est jalouse.
- Anna Faris dans le rôle de Lil' Bunny, un lévrier afghan et le chien d'un influenceur des médias sociaux avec qui Honey se lie d'amitié dans un jeu épique de frisbee sur la plage.
- Sarah Cooper comme Lenny
- Nicole Byer comme Larrabee
- Ben Schwartz dans le rôle de Brice, un chat sans nom et Bunny Paul.

## Production
Le 10 mai 2024, la série est annulée.